# Piasek (Skowierzyn)
Piasek – część wsi Skowierzyn położona w Polsce,  w województwie podkarpackim, w powiecie stalowowolskim, w gminie Zaleszany.
W latach 1975–1998 Piasek należał administracyjnie do województwa tarnobrzeskiego.